# FC Winterthur/Saison 1916/17
Dieser Artikel hat den FC Winterthur in der Saison 1916/17 zum Thema. Als «Vereinigte FC Winterthur-Veltheim» gewann er seine bis anhin letzte Schweizer Meisterschaft.

## Ausgangslage

### Liga
In den vergangenen 20 Jahren war Fussball in der Schweiz immer populärer geworden. Der Schweizerische Fussballverband zählte 1916 bereits über 16'000 Mitglieder, hatte aber mit finanziellen Problemen zu kämpfen, weswegen er am 3. Dezember 1916 im ganzen Land «Propagandaspiele» veranstaltete, deren Erträge ihm zukommen sollten.
Der Ligabetrieb stand ganz im Zeichen des Ersten Weltkriegs. In den vergangenen beiden Saisons waren die Vereine wegen der Mobilmachung mit teilweise reduzierten Mannschaften oder gar nicht mehr angetreten. Zum ersten Mal seit Kriegsausbruch war nun die Teilnahme für alle Clubs wieder obligatorisch. Um sich das Wohlwollen der Bevölkerung zu sichern, versprach die Heeresleitung dafür, sämtlichen mobilisierten A-Spielern für die Spiele jeweils Urlaub zu gewähren. Eine Notiz aus der Neuen Zürcher Zeitung vom 28. April 1917 zeigt aber, dass dies zumindest nicht immer konsequent durchgesetzt wurde.
Die oberste Schweizer Liga hiess damals «Serie A» und umfasste 23 Mannschaften, die in den 3 Gruppen West (Kantone Genf, Waadt, Neuenburg und Freiburg), Zentral (Kantone Bern und Basel-Stadt und neuerdings der FC Aarau) und Ost (Kantone Zürich, St. Gallen und Aargau) in einer Doppelrunde die Regionalmeister ausspielten, die anschliessend den Schweizer Meistertitel untereinander ausmachten. Winterthur gehörte zur Ostschweizer Gruppe.

### Teilnehmer
Winterthur ging als Favorit in die Saison. An die Erfolge der beiden Schweizer Meisterschaften 1906 und 1908 und der Finalteilnahme 1909, wo man den Young Boys Bern unterlegen war, hatte man in den Folgejahren zwar nicht mehr anknüpfen können, durch die Fusion mit dem FC Veltheim im Vorjahr war man aber neu erstarkt. Die Neue Zürcher Zeitung hatte bereits in der Vorsaison angekündigt:
«Währenddem der eine Verein über eine ausgezeichnete Stürmerlinie verfügte, hat der andere eine fast undurchdringliche Verteidigungslinie zugeführt, sodass die ‹Vereinigten Fußballklub Winterthur-Veltheim›, wie der neue Klub nun heisst, als einer der besten der Schweiz gelten darf.»
In der Saison 1915/16 hatte Winterthur die Gruppe Ost ohne eine einzige Niederlage gewonnen, war im Final aber an Cantonal Neuchâtel  gescheitert. Das Kader blieb für die neue Saison unverändert. Star der Mannschaft war der Captain Heinrich Müller (1888–1957), der den Club bereits in den letzten beiden Meisterschaftsjahren angeführt hatte und nach einem Abstecher zu Inter Mailand und dem FC Turin 1912 wieder heimgekehrt war. Der Verteidiger war Nationalspieler. Ebenfalls schon für die Nationalmannschaft aufgelaufen waren der Mittelfeldspieler und Malermeister Karl Koblet (* 1891) und die beiden Stürmer Adolf Wartmann (* 1899) und Karl Kuhn (* 1892), ein Mitarbeiter von Sulzer. Das Tor hütete der Westschweizer Banderet, der auch als Teilnehmer an einem Freundschaftsspiel zwischen einer welschen Militärmannschaft, in der er als Oberleutnant registriert war, und dem FC La Chaux-de-Fonds belegt ist.
Der stärkste Ostschweizer Konkurrent war der FC St. Gallen, der in den vier vorangegangenen Spielzeiten stets den zweiten Platz belegt hatte und Winterthur in einem Vorbereitungsturnier am 10. September 1916 mit 2:1 geschlagen und danach auch das Finalspiel gegen den FC Young Fellows Zürich gewonnen hatte. Der FC Zürich hatte in der Vorbereitung durch einen Sieg gegen Servette Genf aufhorchen lassen und war in «ganz vorzügliche[r] Form». Auch  Brühl St. Gallen hatte (als Schweizer Meister der durch den Kriegsausbruch zunächst verschobenen, dann stark reduziert und chaotisch durchgeführten Saison 1914/15) verhaltene Ambitionen. Der FC Young Fellows Zürich war wie in den vergangenen Saisons im unteren Mittelfeld zu gewärtigen. Von vornherein chancenlos waren die beiden Aufsteiger, der Grasshopper Club Zürich, der die vergangenen acht Saisons stets entweder Letzter geworden war oder gar nicht teilgenommen hatte, und der FC Baden, der nach dreijähriger Absenz erstmals wieder in der höchsten Liga antrat. Ebenfalls tief waren die Erwartungen beim FC Blue Stars Zürich, der in seine erst zweite Saison stieg und als Letzter der Vorsaison nur dank der Aussetzung der Relegation überhaupt teilnehmen durfte.

## Saisonverlauf

### Hinrunde
Winterthur begann die Saison am 1. Oktober 1916 standesgemäss mit einem 4:1-Auswärtssieg gegen den FC Zürich. Am 8. Oktober folgte ein 6:1-Kantersieg gegen den Grasshopper Club Zürich. Am dritten Spielsonntag, dem 15. Oktober, stand bereits das Gipfeltreffen mit dem FC St. Gallen an, der bislang erst ein Spiel bestritten, dieses aber 2:0 gegen die Blue Stars gewonnen hatte. Bei bestem Wetter rang Winterthur seinen ärgsten Rivalen knapp mit 3:2 nieder, einem Resultat, das, wie das Burgdorfer Tagblatt sinnierte, das «Zeichen ebenbürtiger Gegner und spannender Kämpfe» trug. Winterthur war seiner Favoritenrolle gerecht geworden, und nichts deutete darauf hin, dass die Mannschaft nicht abermals wie in der letzten Saison ohne Niederlage durch die Liga eilen sollte. Wegen des frühzeitigen Wintereinbruchs musste das vierte Spiel vom 22. Oktober gegen Brühl St. Gallen verschoben werden. Es wäre das Spitzenspiel gewesen, da Brühl seine ersten drei Spiele ebenfalls gewonnen hatte, worunter aber auch zwei 3:0-Siege gegen die Aufsteiger Grasshopper Club und FC Baden fielen. Am 29. Oktober musste Winterthur in Zürich gegen den FC Blue Stars antreten, der sich bislang wie erwartet schwer getan hatte: Gegen St. Gallen hatte er 0:2, gegen den FC Zürich 1:5 verloren, gegen den inferioren Grasshopper Club, der in der Hinrunde kein Spiel gewann, hatte ein 4:3-Arbeitssieg resultiert. Völlig unerwartet ging Winterthur aber 1:3 unter, und die Schweizer Presse applaudierte dem siegreichen Underdog. Die Tribune de Genève meinte anerkennend, «qu’on n’eut pas supposé si redoutable» («[dass] man ihn nicht für so gefährlich gehalten hätte»). Allgemein war die überraschende Niederlage der Attraktivität der Ostschweizer Liga sehr zuträglich. Winterthur stand nun punktgleich mit dem FC St. Gallen und Brühl St. Gallen an der Spitze. Das nie um einen überschwänglichen Kommentar verlegene Burgdorfer Tagblatt meinte:
«In der Ostschweiz geht es zur Zeit am tollsten her. Liessen sich doch […] die Favoriten vom anscheinend schwächsten Gegner abfertigen.»
Das Bieler Tagblatt verdichtete die David-gegen-Goliath-Affiche zu folgender philosophischen Sentenz:
«Das bis anhin unbesiegt gebliebene Winterthur holt sich von Blue Stars die erste Mahnung an die Wechselseitigkeit eines Fussballresultates […].»
Es sollte die einzige Niederlage bleiben. Winterthur gewann seine verbleibenden drei Spiele in der Hinrunde allesamt diskussionslos. Einem leichten 4:0-Sieg gegen den FC Baden am 12. November folgten am 19. November ein 3:1 im Nachtragspiel gegen Brühl St. Gallen und am 26. November ein 3:1 gegen den FC Young Fellows Zürich.

Die direkten Verfolger konnten von Winterthurs Ausrutscher gegen die Blue Stars nicht profitieren. Der FC St. Gallen verlor am 19. November zuhause 2:3 gegen den FC Zürich. Brühl brach völlig ein und verlor seine letzten vier Spiele, zuletzt mit einem schmerzhaften 1:6 gegen den Stadtrivalen am 10. Dezember. Somit führte Winterthur die Tabelle der Serie A Ost nach der Hinrunde mit 2 Punkten Vorsprung an. St. Gallen blieb aber «in bedrohliche[r] Nähe»:
| Pl. | Verein                  | Sp. | S | U | N | Tore    | Diff. | Punkte |
| --- | ----------------------- | --- | - | - | - | ------- | ----- | ------ |
| 1.  | FC Winterthur-Veltheim  | 7   | 6 | 0 | 1 | 024:900 | +15   | 12     |
| 2.  | FC St. Gallen           | 7   | 5 | 0 | 2 | 020:110 | +9    | 10     |
| 3.  | FC Zürich               | 7   | 4 | 1 | 2 | 021:130 | +8    | 09     |
| 4.  | FC Blue Stars Zürich    | 7   | 4 | 0 | 3 | 012:160 | −4    | 08     |
| 5.  | FC Young Fellows Zürich | 7   | 2 | 2 | 3 | 013:140 | −1    | 06     |
| 6.  | Brühl St. Gallen        | 7   | 3 | 0 | 4 | 013:150 | −2    | 06     |
| 7.  | FC Baden                | 7   | 2 | 0 | 5 | 011:190 | −8    | 04     |
| 8.  | Grasshopper Club Zürich | 7   | 0 | 1 | 6 | 008:250 | −17   | 01     |

Am «Propagandasonntag» vom 3. Dezember 1916 stellte Winterthur gemeinsam mit den Blue Stars eine Mannschaft, die der St. Galler Mannschaft mit Spielern des FC St. Gallen und von Brühl St. Gallen 2:3 unterlag.

### Rückrunde
Die Rückrunde begann für Winterthur am 25. Februar 1917 mit einem Heimspiel gegen den FC Blue Stars Zürich. Dieser hatte in der Vorwoche seine gute Form aus der Hinrunde mit einem 7:1 gegen den Grasshopper Club bestätigt. Wieder liess Winterthur überraschend Punkte liegen und kam nicht über ein 3:3-Unentschieden hinaus. Das Spiel vom 4. März gegen Brühl St. Gallen musste wegen aufgeweichten Bodens verschoben werden. Am 18. März holte Winterthur dann mit einem einfachen 4:0 gegen den FC Baden den ersten Pflichtsieg im Jahr. Am 25. März gelang mit einem deutlichen 5:2 gegen den einzig verbliebenen Rivalen FC St. Gallen die Vorentscheidung im Kampf um die Ostmeisterschaft. Es folgten Kantersiege gegen den Grasshopper Club am 1. April (6:2), den FC Young Fellows Zürich am 22. April (4:2) und Brühl St. Gallen am 6. Mai (7:1). Am selben Tag verlor der FC St. Gallen gegen die Blue Stars 1:4, und Winterthur stand nun auch mathematisch als Sieger fest. Auch wenn es im letzten Spiel um nichts mehr ging, bezwang Winterthur am 13. Mai den FC Zürich mit 4:3. In der Abschlusstabelle führte Winterthur als Regionalmeister Ost mit 6 Punkten Vorsprung:
| Pl. | Verein                  | Sp. | S  | U | N  | Tore    | Diff. | Punkte |
| --- | ----------------------- | --- | -- | - | -- | ------- | ----- | ------ |
| 1.  | FC Winterthur-Veltheim  | 14  | 12 | 1 | 1  | 057:220 | +35   | 25     |
| 2.  | FC Blue Stars Zürich    | 14  | 9  | 1 | 4  | 038:230 | +15   | 19     |
| 3.  | FC St. Gallen           | 14  | 9  | 1 | 4  | 049:320 | +17   | 19     |
| 4.  | FC Zürich               | 14  | 7  | 2 | 5  | 040:310 | +9    | 16     |
| 5.  | Brühl St. Gallen        | 14  | 7  | 1 | 6  | 024:300 | −6    | 15     |
| 6.  | FC Young Fellows Zürich | 14  | 4  | 2 | 8  | 027:310 | −4    | 10     |
| 7.  | FC Baden                | 14  | 2  | 1 | 11 | 018:470 | −29   | 05     |
| 8.  | Grasshopper Club Zürich | 14  | 1  | 1 | 12 | 016:530 | −37   | 03     |

### Finalspiele
Der Schweizer Meistertitel wurde in einem einfachen Rundenturnier zwischen den drei Regionalmeistern ausgetragen. Die Spiele fanden auf neutralem Boden statt. Das erste Spiel hatte Winterthur gegen die Young Boys Bern zu bestreiten, die mit 3 Punkten Vorsprung auf den FC Basel Meister der Gruppe Zentralschweiz geworden waren. Der Rekordmeister mit vier nationalen Titeln (1903, 1909, 1910, 1911) war bereits zum zwölften Mal Regionalmeister geworden, was ebenfalls einen Rekord darstellte. Da die Young Boys bereits am 29. April als Sieger festgestanden hatten, bereiteten sie sich am 13. Mai mit einem Freundschaftsspiel gegen den FC Aarau auf den Final vor.
Das mit Spannung erwartete Spiel – die Neuauflage der Finalspiele von 1906, 1908 und 1909 – fand am 3. Juni 1917 auf dem Sportplatz Landhof des FC Basel vor über 3000 Zuschauern statt. Winterthur war in der ersten Halbzeit stark überlegen und schoss in der 25. Minute das 1:0. In der zweiten Halbzeit drückten die Young Boys vehement auf den Ausgleich, zeitweise fand das Spiel nur noch in der Winterthurer Platzhälfte statt. Die «glänzende Abwehr» der Winterthurer machte aber alle Berner Versuche zunichte. Schliesslich verwandelte Winterthur 15 Minuten vor Schluss einen Konter zum 2:0. YB konnte nicht mehr reagieren.
Am selben Tag setzte sich der FC La Chaux-de-Fonds in einer Finalissima gegen Montriont Lausanne durch und stand somit überraschend als Westschweizer Meister fest. Am 17. Juni 1917 spielte der Verein aus der Uhrenstadt, von dem man sich in der Deutschschweiz ein «ungewohntes, dem lebhaften Temperament des Welschen entsprechend interessantes Spiel» versprach, im Zürcher Hardturm gegen die Young Boys. Da das Spiel unentschieden ausging, reichte Winterthur im letzten Spiel ein Unentschieden, um Meister zu werden, La Chaux-de-Fonds hingegen musste zwingend gewinnen.

Das Meisterteam des FC Winterthur-Veltheim 1917

Das entscheidende Spiel fand am 24. Juni 1917 auf dem Berner Spitalacker, der damaligen Spielstätte der Young Boys, vor über 4000 Zuschauern statt. Auch Korpskommandant Eduard Wildbolz, nach General Guisan der höchste Schweizer Militär, wohnte dem Spiel bei. Unter grosser Hitze starteten die beiden Mannschaften nervös. Bereits in der 4. Minute wurde Winterthur nach einem groben Foul ein Strafstoss zugesprochen, der zum frühen 1:0 verwandelt wurde. In der 8. Minute glich La Chaux-de-Fonds durch ein Winterthurer Eigentor wieder aus. Bis zur Pause blieb es beim 1:1. In der zweiten Halbzeit waren die Welschen zu Beginn überlegen, konnten aber kein Tor erzielen und verschossen sogar einen Elfmeter. Danach wurde Winterthur «durch systematisches Kombinationsspiel» wieder stärker und erzielte kurz nacheinander 2 Tore zum 3:1. La Chaux-de-Fonds, das nun 3 Tore benötigte, gelang erst kurz vor Schluss noch der Anschlusstreffer, es blieb aber beim 3:2 für den FC Winterthur-Veltheim, der damit zum dritten und bis anhin letzten Mal Schweizer Meister wurde. Unter tosendem Applaus überreichte der Präsident des Schweizerischen Fussballverbands Franz Rinderer der Mannschaft den Meisterpokal.

## Resultate

### Hinrunde
| 1. Oktober 1916 | FC Zürich | 1:4 | FC Winterthur-Veltheim | Sportplatz Utogrund, Zürich |
| 1. Oktober 1916 |           |     |                        | Sportplatz Utogrund, Zürich |

| 8. Oktober 1916 | FC Winterthur-Veltheim | 6:1 | Grasshopper Club Zürich | Schützenwiese, Winterthur |
| 8. Oktober 1916 |                        |     |                         | Schützenwiese, Winterthur |

| 15. Oktober 1916 | FC Winterthur-Veltheim | 3:2 | FC St. Gallen | Schützenwiese, Winterthur |
| 15. Oktober 1916 |                        |     |               | Schützenwiese, Winterthur |

| 29. Oktober 1916 | FC Blue Stars Zürich | 3:1 | FC Winterthur-Veltheim | Zürich |
| 29. Oktober 1916 |                      |     |                        | Zürich |

| 12. November 1916 | FC Winterthur-Veltheim | 4:0 | FC Baden | Schützenwiese, Winterthur |
| 12. November 1916 |                        |     |          | Schützenwiese, Winterthur |

| 19. November 1916 | FC Winterthur-Veltheim | 3:1 | Brühl St. Gallen | Schützenwiese, Winterthur |
| 19. November 1916 |                        |     |                  | Schützenwiese, Winterthur |

| 26. November 1916 | FC Winterthur-Veltheim | 3:1 | FC Young Fellows Zürich | Schützenwiese, Winterthur |
| 26. November 1916 |                        |     |                         | Schützenwiese, Winterthur |

### Rückrunde
| 25. Februar 1917 | FC Winterthur-Veltheim | 3:3 | FC Blue Stars Zürich | Schützenwiese, Winterthur |
| 25. Februar 1917 |                        |     |                      | Schützenwiese, Winterthur |

| 18. März 1917 | FC Baden | 0:4 | FC Winterthur-Veltheim | Baden |
| 18. März 1917 |          |     |                        | Baden |

| 25. März 1917 | FC St. Gallen | 2:5 | FC Winterthur-Veltheim | Espenmoos, St. Gallen |
| 25. März 1917 |               |     |                        | Espenmoos, St. Gallen |

| 1. April 1917 | Grasshopper Club Zürich | 2:6 | FC Winterthur-Veltheim | Spielfeld an der Hardturmstrasse, Zürich |
| 1. April 1917 |                         |     |                        | Spielfeld an der Hardturmstrasse, Zürich |

| 22. April 1917 | FC Young Fellows Zürich | 2:4 | FC Winterthur-Veltheim | Hardturm, Zürich |
| 22. April 1917 |                         |     |                        | Hardturm, Zürich |

| 6. Mai 1917 | Brühl St. Gallen | 1:7 | FC Winterthur-Veltheim | Sportanlage Krontal, St. Gallen |
| 6. Mai 1917 |                  |     |                        | Sportanlage Krontal, St. Gallen |

| 13. Mai 1917 | FC Winterthur-Veltheim | 4:3 | FC Zürich | Schützenwiese, Winterthur |
| 13. Mai 1917 |                        |     |           | Schützenwiese, Winterthur |

### Finalspiele
| 3. Juni 1917 | Young Boys Bern | 0:2 | FC Winterthur-Veltheim | Landhof, Basel Zuschauer: über 3000 |
| 3. Juni 1917 |                 |     |                        | Landhof, Basel Zuschauer: über 3000 |

| 24. Juni 1917 | FC La Chaux-de-Fonds | 2:3 | FC Winterthur-Veltheim | Spitalacker, Bern Zuschauer: über 4000 |
| 24. Juni 1917 |                      |     |                        | Spitalacker, Bern Zuschauer: über 4000 |